# Да Полента
Да Полента (на италиански: Da Polenta, o Polentani) е италианска благородническа фамилия.
Замъкът Полента на фамилията е в Полента до Бертиноро. Членовете на фамилията са от 1275 до 1441 г. годподари (синьори) на Равена. Най-известна от фамилията е Франческа да Римини († 1285), дъщеря на Гуидо I да Полента (наричан Гуидо Миноре, † 1310), господар на Равена. Тя е герой в комедията на Данте Алигиери „Божествена комедия“.

### Синьори на Равена
- Гуидо да Полента (†1310)
- Бернардино да Полента (†1313)
- Ламберто I да Полента (†1316)
- Риналдо да Полента (†1322)
- Банино да Полента (†1326)
- Гуидо Новело да Полента (†1333)
- Остазио I да Полента (†1346)
- Ламберто II да Полента (†1347)
- Пандолфо да Полента (†1347)
- Бернардино I да Полента (†1359)
- Гуидо III да Полента (†1389)
- Остазио II да Полента (†1396)
- Бернардино II да Полента (†1400)
- Алдобрандино да Полента (†1406)
- Обицо да Полента (†1431)
- Остазио III да Полента (†1447)